# Disque de Magliano
Pour les articles homonymes, voir Magliano.
Le Disque de Magliano (ou plomb de Magliano) est une tablette manufacturée en plomb datant du Ve / IVe siècle av. J.-C., de forme arrondie, d'un diamètre d'environ 8 cm, contenant un texte en langue étrusque.

## Histoire
Cette pièce archéologique a été découverte en 1882, à Magliano in Toscana, dans une tombe de la seule nécropole du site de Santa Maria in Borraccia, en province de Grosseto. Il est actuellement conservé au Musée archéologique national de Florence. 

## Description
Le Disque de Magliano a une forme circulaire irrégulière d'environ 8 cm de diamètre.
Il comporte sur les deux faces une inscription d'environ 70 mots en langue étrusque en spirale de l'extérieur vers le centre (lisible, comme dans les textes étrusques de cette période, dans le sens direct). 
Son texte est parmi les plus longs en langue étrusque.
L'interprétation du texte semble indiquer qu'il s'agit de normes et procédés rituels pour les sacrifices aux divinités Tina, Maris, Calu et Canthas, avec leurs dates, durées et lieux.
L'objet rappelle par sa forme celui du Disque de Phaistos.

## Sources
- (it) Cet article est partiellement ou en totalité issu de l’article de Wikipédia en italien intitulé « Disco di Magliano » (voir la liste des auteurs).